# Retrospective - The Best of Suzanne Vega
Retrospective - The Best of Suzanne Vega è un album raccolta di Suzanne Vega, pubblicato nell'aprile 2003.

## Tracce
1. Luka
2. Tom's Diner
3. Marlene On The Wall
4. Caramel
5. 99.9 F
6. Tired Of Sleeping
7. Small Blue Thing
8. Blood Makes Noise
9. Left Of Center
10. (I'll Never Be) Your Maggie May
11. In Liverpool
12. Gypsy
13. Book Of Dreams
14. No Cheap Thrill
15. Calypso
16. World Before Columbus
17. Solitude Standing
18. Penitent
19. Rosemary
20. The Queen And The Soldier
21. Woman On The Tier